# Roman Petrík
Roman Petrík (* 29. července 1994 Zvolen) je slovenský lední hokejista hrající na postu brankáře.

## Život
S hokejem začínal ve svém rodném městě, v tamním klubu. V sezóně 2010/2011 hrál za výběr do osmnácti let klubu HC Detva, nicméně od dalšího ročníku (2011/2012) až do sezóny 2014/2015 hrál za mládežnické výběry Zvolenu. V průběhu ročníku 2014/2015 rovněž prvně nastoupil za zvolenský výběr mužů. Sezónu 2015/2016 strávil mezi muži Zvolenu a začal tam i ročník 2016/2017, v jehož průběhu se ale postupně přesunul do Skalice a na devět utkání ještě do Rimavské Soboty. Sezónu 2017/2018 strávil ve skalickém mužstvu, poté však přestoupil do Detvy, za kterou hrál po tři ročníky (2018/2019 až 2020/2021), přičemž během prostředního z nich navíc hostoval ve Zvolenu.
Před ročníkem 2021/2022 přestoupil do Prešova a strávil tam jednu sezónu. Po ní znovu měnil své působiště a stal se hráčem Zvolenu, odkud posléze hostoval v Žiaru nad Hronom. Pro ročník 2023/2024 se stal kmenovým hráčem klubu ze Žiaru nad Hronom. Po sezóně opět změnil působiště, když vyrazil na své první zahraniční angažmá, a to do České republiky, kde v ročníku 2024/2025 hájil barvy Frýdku-Místku.